# Port lotniczy South Caicos
Port lotniczy South Caicos – szósty co do wielkości port lotniczy Turks i Caicos, zlokalizowany na wyspie South Caicos.

## Linie lotnicze i połączenia
| Linia lotnicza         | Kierunek            |
| ---------------------- | ------------------- |
| InterCaribbean Airways | 1. / Providenciales |